# كريستوفر درازان
كريستوفر درازان (بالألمانية: Christopher Drazan)‏ (2 أكتوبر 1990 بفيينا في النمسا - ) هو لاعب كرة قدم نمساوي في مركز الوسط. شارك مع منتخب النمسا تحت 17 سنة لكرة القدم ومنتخب النمسا تحت 18 سنة لكرة القدم ومنتخب النمسا تحت 19 سنة لكرة القدم ومنتخب النمسا تحت 21 سنة لكرة القدم ومنتخب النمسا لكرة القدم. أما مع النوادي، فقد لعب مع أدميرا فاكر مودلينغ ورابيد فيينا ولاسك لينتس ونادي كايزرسلاوترن وFC Rot-Weiß Erfurt ‏.

## وصلات خارجية
- كريستوفر درازان على موقع قاعدة بيانات كرة القدم.إي يو (الإنجليزية)
- كريستوفر درازان على موقع بيانات كرة القدم. دي إي (الألمانية)
- كريستوفر درازان على موقع ناشيونال فوتبول تيمز (الإنجليزية)
- كريستوفر درازان على موقع Soccerway.com (الإنجليزية)
- كريستوفر درازان على موقع عالم كرة القدم.نت (الإنجليزية)
- كريستوفر درازان على موقع AS.com (الإسبانية)